# ويلي أدلر
ويلي أدلر (بالإنجليزية: Willie Adler)‏ هو عازف قيثارة أمريكي من فرقة الهيفي ميتال لامب أوف غود، ولد في 26 يناير 1976 في ريتشموند في الولايات المتحدة.

## وصلات خارجية
- الموقع الرسمي
- ويلي أدلر على موقع ميوزك برينز (الإنجليزية)
- ويلي أدلر على موقع ديسكوغز (الإنجليزية)